# Мартыновка (Могилёвская область)
Марты́новка (бел. Мартынаўка) — деревня в составе Горбацевичского сельсовета Бобруйского района Могилёвской области Республики Беларусь.

## История
До 20 ноября 2013 года входила в состав Гороховского сельсовета.

## Население
- 1999 год — 86 человек
- 2010 год — 39 человек